# 九州碘泡虫
九州碘泡虫（学名：Myxobolus kiuchowensis）为碘泡科碘泡虫属的动物。在中国，分布于湖南、湖北、山东等，营寄生生活，寄生在鳙的鳃、肾、膀胱、鼻腔、胆囊。